# Kœnigsmacker
Kœnigsmacker (fràncic lorenès Kinneksmaacher) és un municipi francès situat al departament del Mosel·la i a la regió del Gran Est. L'any 2007 tenia 2.010 habitants.

## Demografia

### Població
El 2007 la població de fet de Kœnigsmacker era de 2.010 persones. Hi havia 780 famílies, de les quals 160 eren unipersonals (76 homes vivint sols i 84 dones vivint soles), 264 parelles sense fills, 304 parelles amb fills i 52 famílies monoparentals amb fills.
La població ha evolucionat segons el següent gràfic:
Habitants censats

### Habitatges
El 2007 hi havia 832 habitatges, 790 eren l'habitatge principal de la família, 1 era una segona residència i 41 estaven desocupats. 647 eren cases i 176 eren apartaments. Dels 790 habitatges principals, 552 estaven ocupats pels seus propietaris, 227 estaven llogats i ocupats pels llogaters i 11 estaven cedits a títol gratuït; 10 tenien una cambra, 55 en tenien dues, 94 en tenien tres, 186 en tenien quatre i 445 en tenien cinc o més. 659 habitatges disposaven pel capbaix d'una plaça de pàrquing. A 315 habitatges hi havia un automòbil i a 400 n'hi havia dos o més.

### Piràmide de població
La piràmide de població per edats i sexe el 2009 era:
| Homes | Edats   | Dones |
| ----- | ------- | ----- |
| 0     | 95 o +  | 0     |
| 4     | 90 a 94 | 8     |
| 4     | 85 a 89 | 8     |
| 0     | 80 a 84 | 4     |
| 32    | 75 a 79 | 44    |
| 32    | 70 a 74 | 32    |
| 40    | 65 a 69 | 36    |
| 48    | 60 a 64 | 32    |
| 56    | 55 a 59 | 36    |
| 64    | 50 a 54 | 72    |
| 68    | 45 a 49 | 72    |
| 72    | 40 a 44 | 76    |
| 132   | 35 a 39 | 84    |
| 56    | 30 a 34 | 104   |
| 44    | 25 a 29 | 40    |
| 76    | 20 a 24 | 40    |
| 80    | 15 a 19 | 48    |
| 92    | 10 a 14 | 48    |
| 68    | 5 a 9   | 76    |
| 44    | 0 a 4   | 44    |

## Economia
El 2007 la població en edat de treballar era de 1.373 persones, 1.014 eren actives i 359 eren inactives. De les 1.014 persones actives 940 estaven ocupades (511 homes i 429 dones) i 74 estaven aturades (32 homes i 42 dones). De les 359 persones inactives 92 estaven jubilades, 127 estaven estudiant i 140 estaven classificades com a «altres inactius».

### Ingressos
El 2009 a Kœnigsmacker hi havia 782 unitats fiscals que integraven 1.956 persones, la mediana anual d'ingressos fiscals per persona era de 19.557 €.

### Activitats econòmiques
Dels 65 establiments que hi havia el 2007, 5 eren d'empreses extractives, 3 d'empreses alimentàries, 9 d'empreses de construcció, 14 d'empreses de comerç i reparació d'automòbils, 5 d'empreses de transport, 5 d'empreses d'hostatgeria i restauració, 2 d'empreses financeres, 3 d'empreses immobiliàries, 6 d'empreses de serveis, 6 d'entitats de l'administració pública i 7 d'empreses classificades com a «altres activitats de serveis».
Dels 21 establiments de servei als particulars que hi havia el 2009, 1 era una oficina de correu, 2 oficines bancàries, 1 funerària, 1 taller de reparació d'automòbils i de material agrícola, 2 guixaires pintors, 1 fusteria, 5 electricistes, 3 perruqueries, 1 veterinari, 3 restaurants i 1 saló de bellesa.
Dels 7 establiments comercials que hi havia el 2009, 1 era una botiga de més de 120 m², 2 fleques, 1 una fleca, 1 una llibreria, 1 una botiga de material de revestiment de parets i terra i 1 una joieria.
L'any 2000 a Kœnigsmacker hi havia 14 explotacions agrícoles que ocupaven un total de 657 hectàrees.

## Equipaments sanitaris i escolars
L'únic equipament sanitari que hi havia el 2009 era una farmàcia.
El 2009 hi havia 1 escola maternal i 1 escola elemental.

## Poblacions més properes
El següent diagrama mostra les poblacions més properes.